# 石山 (弟子屈町)
石山（いしやま）は、北海道の川上郡弟子屈町にある標高252.5mの山である。山頂には三等三角点「本登」が設置されている。

## 概要
摩周湖の西側の外輪山の無名峰から四等三角点「摩周谷」を経て連なる尾根の先端部にある山で山麓を石北本線が通る。かつては「ポンヌプリ」と呼ばれ、「ポン」は「小さい」、「ヌプリ」は「山」を表す。
登山道はないものの無雪期でも登る人はいる。石山の東側を通る林道から山頂へ歩くのがメインルートで、藪などはあるものの短時間で登ることができる。